# Христо Балванлиев
Христо Янев Балванлиев е български революционер, деец на Вътрешната македоно-одринска революционна организация и Вътрешната македонска революционна организация.

## Биография
Роден е през 1878 година в Щип. Присъединява се към ВМОРО и действа като районен куриер на Щипския революционен район от 1903 до 1906 година. В 1906 година става нелегален четник при Иван Бърльов. Заловен от властите, лежи три години в османски затвор.
След края на Първата световна война и повторното връщане на Македония на Сърбия, Балванлиев се включва активно в дейността на възстановената ВМРО в Щипския революционен район, като отново става главен куриер. Разкрит от властите, става нелегален и се присъединява към чета на ВМРО.
На 22 февруари 1943 година, като жител на Щип, подава молба за народна пенсия, която е одобрена и пенсията е отпусната от Министерския съвет на Царство България.